# Riddu Riđđu
Riddu Riđđu es un festival anual cultural y musical sami que se celebra en Olmmáivággi (Manndalen), Gáivuotna (Kåfjord), Noruega desde 1991, a fin de promover la música y la cultura lapona y de otros pueblos indígenas. 

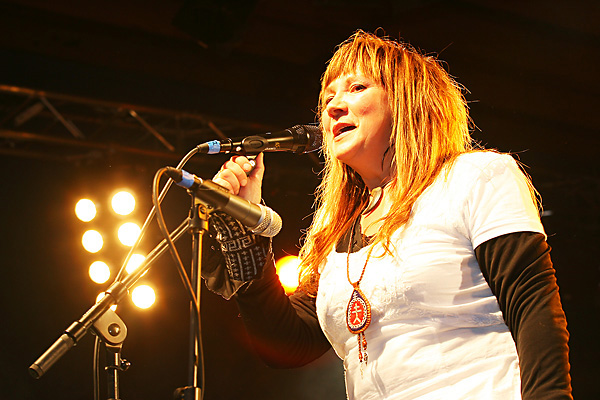
Mari Boine, festival, 2006